# ブライアン・メイ (作曲家)
ブライアン・メイ（英: Brian May、1934年7月28日 - 1997年4月25日）はオーストラリアの映画音楽家・指揮者で、1970年代から1980年代にかけて起こったオーストラリアン・ニュー・ウェーヴ中に活躍したことで知られている。また映画音楽家としては、『マッドマックス』（1979年）と『マッドマックス2』（1981年）を手掛けたことが最も知られている。

## キャリア
メイは1934年7月28日にアデレードで生まれた。その後、アデレードにあるエルダー音楽院に進み、ピアニスト・ヴァイオリニスト・指揮者として研鑽を積んだ。
1957年にはABCアデレードに入り、ABCアデレード・ビッグバンド（The ABC Adelaide Big Band）の立ち上げ・指揮を請われたが、このバンドはABCの地方局が立ち上げた中で最高峰と言われるほどの本格的アンサンブルとなった。35歳でメイはメルボルンへ移り、ABCのメルボルン・ショウ・バンド（The ABC's Melbourne Show band）で編曲・指揮を担当した。ショウ・バンドは1969年3月13日に、ファースト・ネットワーク（the First Network）でラジオデビューを飾った。当時、オーストラリアのテレビでは背景音楽がレコードから流されていたが、メイはこれを大きく変え、『ベルバード』、『リターン・トゥ・エデン』、『ザ・ラスト・フロンティア』"The Last Frontier"、『ア・デンジャラス・ライフ』、『ダーリン・オブ・ザ・ゴッズ』"Darling of the Gods"（いずれも原題）などの番組でテーマの書き下ろし・編曲を行った。
メイにとってのブレイクスルーは、19世紀にビクトリア州で起こったビクトリアン・ゴールド・ラッシュを舞台にしたドラマシリーズ、『ラッシュ』を手掛けたことであった。テーマ音楽はオーストラリアの音楽家ジョージ・ドレフュスが作曲したものだったが、メイによるアレンジがショウ・バンドによって演奏・収録されると、すぐにオーストラリア・チャートの頂点に登り詰め（5位を記録）、10万枚以上を売り上げる大ヒットとなった。当時このような成功を収めていたのは、大体がシャーベットやスカイフックスのようなポップグループであった。メイは大人気テレビ番組『カウントダウン』のテーマも手掛けた（メルボルン・ショウ・バンドが演奏した）。彼は1984年にABCを離れ、映画音楽に関心を寄せるようになる。その後30本以上の作品を手掛けたが、担当作には『マッドマックス』（1979年）と『マッドマックス2』（1981年）のほか、『誓い』（1981年）、『エルム街の悪夢 ザ・ファイナルナイトメア』（1991年）、『Dr.ギグルス』（1992年）、『ハリウッド・ナイトメア』の1話分などがある。メイは、自身の楽譜を自らオーケストレーションすることを好んだ。

## 死とレガシー
メイは1997年4月25日に62歳で亡くなった。死に当たり、メイは自身の手書き楽譜をクイーンズランド工科大学に寄贈した。以来この楽譜はオーストラリア国立図書館によって管理されている。
彼の遺志は、オーストラリアの映画音楽家たちに南カリフォルニア大学で映画音楽について学ぶ機会を与える、慈善基金・ブライアン・メイ基金 (the Brian May Trust) を設立することであった。管財人たちは、南カリフォルニア大学のソーントン・スクール・オブ・ミュージックで映画音楽を学ぶコース（"Scoring for Motion Pictures and Television Graduate Certificate" と呼ばれる）へ派遣する奨学金制度の設立を決めた。ブライアン・メイ基金による奨学金制度は、2003年度に初めて行われた。その後奨学制度の対象は、ニューヨーク大学のシュタインハルト・スクールに変更された。

## フィルモグラフィ
- 1975年 - ザ・トゥルー・ストーリー・オブ・エスキモー・ネル（英語版） The True Story of Eskimo Nell（原題）
- 1978年 - パトリック（英語版） Patrick
- 1979年 - マッドマックス Mad Max
- 1979年 - ヌードモデル危機一髪（英語版） Snapshot
- 1979年 - 吸血の館（英語版） Thirst
- 1979年 - Twenty Good Years
- 1980年 - ハーレクィン（英語版） Harlequin
- 1980年 - 悪夢のメモリー Nightmares
- 1981年 - ロードゲーム（英語版） Roadgames
- 1981年 - 墜落大空港（別題：ジャンボ・墜落 / ザ・サバイバー） The Survivor
- 1981年 - 誓い Gallipoli（追加音楽）
- 1981年 - 湖の秘宝の謎 Race for the Yankee Zephyr
- 1981年 - マッドマックス2 Mad Max 2
- 1982年 - ブレックファスト・イン・パリ（英語版）（原題） Breakfast in Paris
- 1982年 - スローター・ゲーム Turkey Shoot
- 1983年 - キティ・アンド・ザ・バッグマン（英語版）（原題） Kitty and the Bagman
- 1983年 - スライス・オブ・ライフ（英語版） A Slice of Life
- 1984年 - ビデオゲームを探せ!（英語版） Cloak & Dagger
- 1984年 - Innocent Prey
- 1985年 - チャック・ノリスの 地獄のヒーロー2 Missing in Action 2: The Beginning
- 1986年 - クエスト/伝説の冒険（英語版） Frog Dreaming
- 1986年 - Sky Pirates
- 1987年 - デス・ミッション/怒りの戦場（英語版） Death Before Dishonor
- 1987年 - スティール・ドーン/太陽の戦士（英語版） Steel Dawn
- 1990年 - ブラッド・ムーン Bloodmoon
- 1991年 - エルム街の悪夢 ザ・ファイナルナイトメア Freddy's Dead: The Final Nightmare
- 1992年 - Dr.ギグルス Dr. Giggles
- 1992年 - デッド・スリープ（英語版）（原題） Dead Sleep
- 1992年 - ハリケーン・スミス（英語版） Hurricane Smith
- 1993年 - ビジター/欲望の死角（英語版） Blind Side

## 受賞とノミネート
メイは『マッドマックス』でオーストラリア映画協会賞（現・オーストラリア映画テレビ芸術アカデミー賞）最優秀作曲賞を受賞している。また、オーストラリア・パフォーミング・ライツ・アソシエーションのゴールデン・アワード（the Golden Award）など、多数の賞を受賞している。
| 年     | 映画賞                   | 対象作品                          | 部門         | 結果       |
| ------ | ------------------------ | --------------------------------- | ------------ | ---------- |
| 1979年 | オーストラリア映画協会賞 | マッドマックス Mad Max            | 最優秀作曲賞 | 受賞       |
| 1981年 | オーストラリア映画協会賞 | ロードゲーム Roadgames            | 最優秀作曲賞 | ノミネート |
| 1982年 | オーストラリア映画協会賞 | マッドマックス2 Mad Max 2         | 最優秀作曲賞 | ノミネート |
| 1985年 | オーストラリア映画協会賞 | クエスト/伝説の冒険 Frog Dreaming | 最優秀作曲賞 | ノミネート |